# Hoàng Anh
Hoàng Anh (* 10. Februar 1912 in Phong Thái, Phong Điền, Thừa Thiên, Französisch-Indochina; † 10. Mai 2016 in Hanoi) war ein Politiker der Kommunistischen Partei Vietnams KPV (Đảng Cộng sản Việt Nam) in der Sozialistischen Republik Vietnam, der unter anderem zwischen 1958 und 1976 Sekretär des Zentralkomitees (ZK) der KPV war. Er war ferner von 1958 bis 1965 Finanzminister, zwischen 1965 und 1967 Landwirtschaftsminister und von 1971 bis 1976 zugleich stellvertretender Premierminister. Nachdem er zwischen 1976 und 1977 kurzzeitig Generaldirektor der Zentralbank war, fungierte er von 1977 bis 1982 abermals als Finanzminister.

## Leben
Hoàng Anh nahm 1932 erstmals an lokalen revolutionären Aktivitäten teil und engagierte sich 1936 an Aktivitäten der demokratischen Bewegung, woraufhin er 1937 zum Mitglied des Provisorischen Parteikomitee der Provinz Thừa Thiên ernannt wurde. Aufgrund seines politischen Engagements wurde er im Oktober 1938 von der französischen Kolonialmacht verhaftet. Kurz nachdem er im Mai 1939 aus dem Gefängnis entlassen worden war, wurde er erneut verhaftet und befand sich daraufhin in den Gefängnissen Huế, Lao Bảo und Buôn Ma Thuột sowie zuletzt in Đăk Tô. Nach seiner Entlassung aus dem Gefängnis im Mai 1945 kehrte er nach Thừa Thiên zurück, wo seine Ernennung zum Mitglied des Ständigen Ausschusses der Việt Minh in dieser Provinz erfolgte. Anschließend war er stellvertretender Vorsitzender des Provisorischen Revolutionären Volkskomitees dieser Provinz und wurde nach der Augustrevolution 1945 Mitglied des Ständigen Ausschusses des Parteikomitees und Vorsitzender des administrativen Widerstandskomitees der Provinz Thừa Thiên.
Ferner wurde Hoàng Anh 1946 erstmals Mitglied der Nationalversammlung (Quốc hội Việt Nam) und gehörte dieser von der ersten Legislaturperiode bis zum Ende der siebten Legislaturperiode 1987 41 Jahre lang an. 1948 erfolgte seine Wahl zum Mitglied des Interregionale Parteikomitee 4, woraufhin er zugleich Sekretär des Parteikomitees und Vorsitzender des administrativen Widerstandskomitees der Provinz Thừa Thiên wurde. 1950 wurde er Mitglied des Ständigen Ausschusses des Interregionalen Parteikomitees 4 und war in der nördlichen Küstenregion (Bắc Trung Bộ) während des Indochinakrieges verantwortlich für Bình Trị Thiên und Politischer Kommissar der dortigen Front. Auf dem II. Nationalkongress der KPV (11. bis 19. Februar 1951) wurde er Kandidat des ZK der KPV. Des Weiteren fungierte direkt als Sekretär des Interzonen-Parteikomitees und Vorsitzender des Administrativen Widerstandskomitees der Interzone 4. Nach der Niederlage Frankreichs in der Schlacht um Điện Biên Phủ und der Genfer Indochinakonferenz war er zwischen 1954 und 1958 als Oberst (Đại tá) der Volksarmee (Quân Đội Nhân Dân Việt Nam) stellvertretender Minister für nationale Verteidigung (Thứ trưởng Bộ Quốc phòng) und zugleich Mitglied der Zentralen Militärkommission, in der er zuständig für Waffenstillstandsarbeit war. Zugleich übernahm er 1956 den Posten als Vorsitzender des Zentralen Sportkomitees. Daneben wurde er auf einem ZK-Plenum 1956 erstmals Mitglied des ZK der KPV und gehörte diesem Parteigremium nach seinen Bestätigungen auf dem III. Nationalkongress (5. bis 12. September 1960) und dem IV. Nationalkongress (14. bis 20. Dezember 1976) bis zum V. Nationalkongress (27. bis 31. März 1982) an.
Als Nachfolger von Lê Văn Hiến übernahm Hoàng Anh im Juni 1958 erstmals den Posten als Finanzminister (Bộ trưởng Bộ Tài chính) im Kabinett Premierminister Phạm Văn Đồng und behielt diesen Ministerposten bis April 1965, woraufhin Đặng Việt Châu ihn ablöste. Zugleich wurde er auf einem weiteren Plenum des II. ZK im November 1958 auch Mitglied des Sekretariats des ZK der KPV, dem er nach seiner Bestätigung auf dem III. Nationalkongress im September 1960 bis zum IV. Nationalkongress im Dezember 1956 angehörte. Nach dem III. Nationalkongress der KPV übernahm er zudem den Posten als Vorsitzender des Büros für Finanzen und Handel beim Premierminister und behielt diesen bis Januar 1963. Im Zuge einer Kabinettsumbildung wurde er im April 1965 Nachfolger von Dương Quốc Chính als Landwirtschaftsminister (Bộ trưởng Bộ Nông nghiệp) und bekleidete dieses Ministeramt bis zu seiner Ablösung durch Nguyễn Văn Lộc am 30. Oktober 1967. Gleichzeitig übernahm er im April 1965 von Trần Hữu Dực auch die Funktion als Leiter des Landwirtschaftsbüros beim Premierminister und wurde als solcher im Dezember 1969 von Đỗ Mười, dem Leiter des Wirtschaftsbüros beim Premierminister abgelöst.
Im April 1971 übernahm Hoàng Anh im Kabinett von Premierminister das Amt eines stellvertretenden Premierministers (Phó Thủ tướng Chính phủ), welches er bis April 1976 behielt. Daneben wurde er im April 1971 auch Vorsitzender des Zentralen Landwirtschaftskomitees und übte dieses Amt bis zum 26. April 1974 aus, wobei Landwirtschaftsminister Nguyễn Văn Lộc als stellvertretender Vorsitzender fungierte. Zuletzt war er zwischen 1974 und 1976 zuständiger Sekretär des ZK der KPV für Landwirtschaft. Nach seinem Ausscheiden aus der Regierung und dem ZK-Sekretariat löste er im April 1976 Đặng Việt Châu als Generaldirektor der Zentralbank (Ngân hàng Nhà nước Việt Nam), bekleidete diesen allerdings nur bis zum 28. Februar 1977 und wurde daraufhin von Trần Dương abgelöst. Er kehrte im Anschluss am 28. Februar 1977 als Nachfolger von Đào Thiện Thi als Finanzminister in das Kabinett von Premierminister Phạm Văn Đồng zurück und bekleidete diesen Ministerposten bis zum 23. April 1982, woraufhin Chu Tam Thức ihn ablöste. Gleichzeitig war er zwischen Februar 1977 und April 1982 auch Sekretär des Parteikomitees des Finanzministeriums sowie seit Juli 1978 Vorsitzender des Zentralen Währungsumrechnungsausschusses. Nachdem er 1987 auch aus der Nationalversammlung ausgeschieden war, zog er sich aus dem politischen Leben zurück.
Hoàng Anh verstarb am 10. Mai 2016 im Alter von 104 Jahren im Zentralen Militärkrankenhaus 108 in Hanoi.

## Hintergrundliteratur
- Directory of Officials of the Socialist Republic of Vietnam. A Reference Aid, Bände 7–25, US National Foreign Assessment Center, 1980 (Onlineversion)
- Directory of Officials of the Socialist Republic of Vietnam. A Reference Aid, 1983 (Onlineversion)

## Weblink
- Hoàng Anh. In: Homepage der Kommunistischen Partei Vietnams. Abgerufen am 17. November 2023 (vietnamesisch).